# Filip Prokopyszyn
Filip Prokopyszyn (né le 10 août 2000 à Zielona Góra) est un coureur cycliste polonais. Spécialiste des épreuves d'endurance sur piste, il a notamment remporté la médaille d'argent du scratch aux Jeux européens de 2019.

## Biographie
Sur piste, Filip Prokopyszyn remporte un certain nombre de médailles aux championnats du monde et d'Europe à partir de 2017 chez les juniors et chez les moins de 23 ans, principalement dans les disciplines de courses en peloton telles que le scratch, la course à l'élimination et la course à l'américaine. Il court pour le club de sa ville natale Trasa Zielona Góra jusqu'en 2018, puis pour le club de Tarnovia de Tarnowo Podgórne, avant de décrocher un contrat avec l'équipe continentale Mazowsze Serce Polski à partir de la saison 2021. 
À partir de 2019, il est également régulièrement actif pour l'équipe nationale dans des compétitions internationales chez les élites. Il remporte une médaille d'argent sur le scratch des Jeux européens de 2019 et le bronze de la course à élimination aux championnats d'Europe de la même année. Il est champion de Pologne sur piste à plusieurs reprises entre 2019 et 2023. 

## Palmarès sur piste

### Championnats du monde
| Édition / Épreuve          | Course aux points | Scratch |
| Montichiari 2017 (juniors) |                   | Argent  |
| Aigle 2018 (juniors)       | Argent            | Argent  |

### Jeux européens
| Édition / Épreuve | Scratch |
| Minsk 2019        | Argent  |

### Championnats d'Europe
| Édition / Épreuve                 | Kilomètre | Poursuite par équipes | Scratch | Américaine | Course à l'élimination |
| Anadia 2017 (juniors)             |           |                       | Argent  |            |                        |
| Aigle 2018 (juniors)              | Bronze    |                       | Argent  | Bronze     |                        |
| Apeldoorn 2019                    |           |                       |         |            | Bronze                 |
| Fiorenzuola d'Arda 2020 (espoirs) |           |                       |         | Bronze     |                        |
| Anadia 2022 (espoirs)             |           |                       |         | 9e         | Bronze                 |
| Granges 2023                      |           | 8e                    | 10e     |            | 17e                    |

### Championnats de Pologne
- 2018
  - 3e du championnat de Pologne de l'omnium
- 2019
  -  Champion de Pologne de course à l'américaine (avec Daniel Staniszewski)
  -  Champion de Pologne de course par élimination
  - 2e du championnat de Pologne de l'omnium
  - 3e du championnat de Pologne de poursuite individuelle
  - 3e du championnat de Pologne de poursuite par équipes
  - 3e du championnat de Pologne de course aux points
- 2020
  -  Champion de Pologne de course par élimination
  - 3e du championnat de Pologne de l'omnium
- 2021
  -  Champion de Pologne de poursuite par équipes (avec Daniel Staniszewski, Alan Banaszek, Norbert Banaszek et Tobiasz Pawlak)
- 2022
  - 2e du championnat de Pologne de course par élimination
  - 3e du championnat de Pologne de l'américaine
- 2023
  -  Champion de Pologne de course à l'américaine (avec Wojciech Pszczolarski)
- 2024
  - 2e du championnat de Pologne de poursuite par équipes